# Caballito
Caballito é um bairro da cidade argentina de Buenos Aires, localizado no centro geográfico da cidade.

## Locais importantes

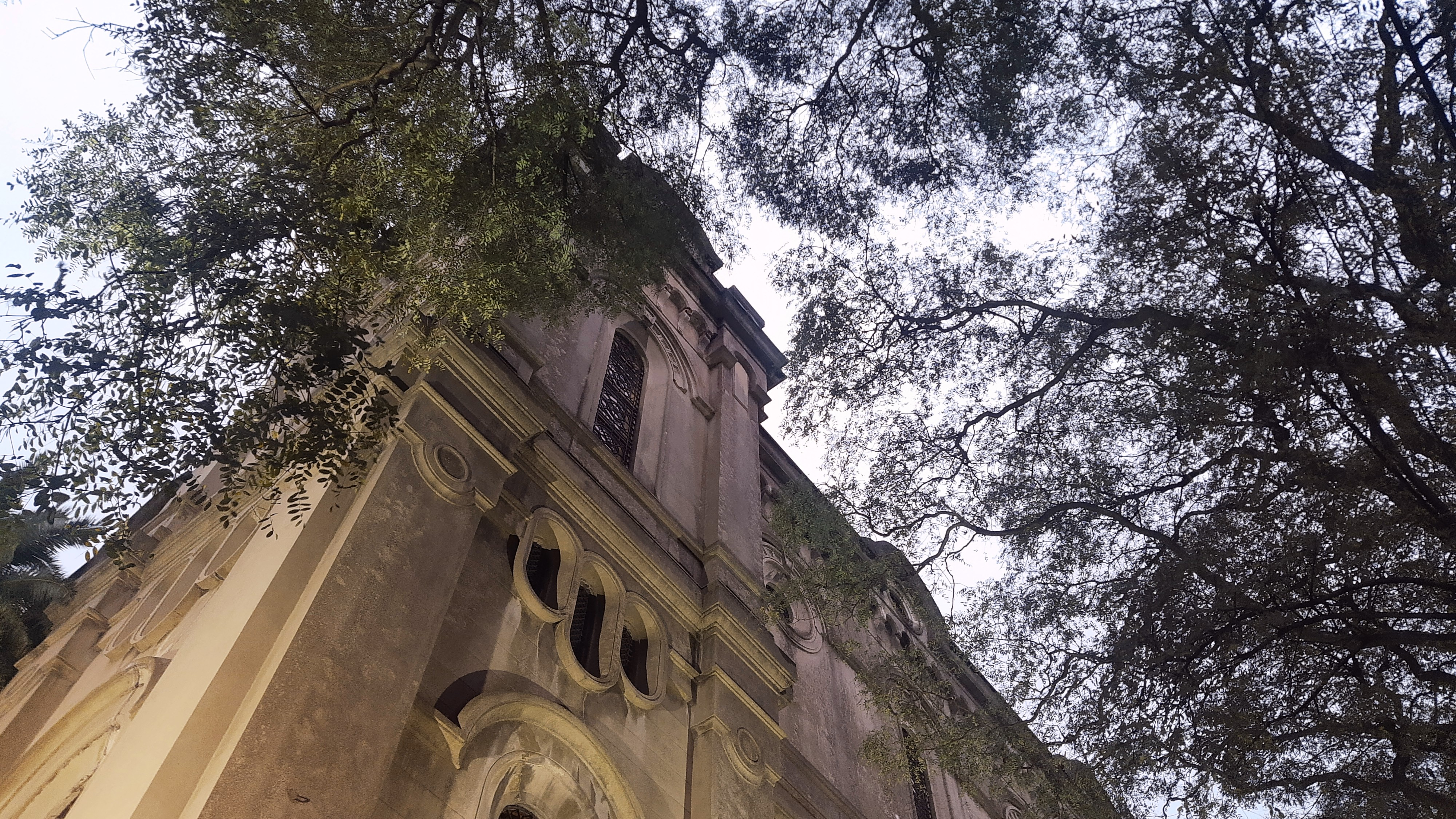
Depósito Caballito

No bairro de Caballito encontram-se diversos pontos de interesse, como o "Barrio Inglés" com edifícios de estilo britânico construídos no final do século XIX e início do século XX, o Club Ferro Carril Oeste (o "Verdolaga"), o Parque Rivadavia (Quinta Lezica), o "Tramway Histórico de Buenos Aires" da Asociación Amigos del Tranvía, o antigo Mercado del Progreso, o "Club Italiano" e o "Club Portugués", a Igreja de Caacupé (pertencente a uma ordem de freiras irlandesas, se bem que o seu nome seja devido a ter uma escultura que representa a Virgem de Caacupé) e a Faculdade de Filosofia e Letras da Universidade de Buenos Aires.

## Origem do nome
No local onde hoje se encontra a Primera Junta existia, em 1824m uma pulpería (taberna) cujo dono era o genovês Nicolás Vila. A pulpería encontrava-se junto ao antigo Camino Real, actualmente avenida Rivadavia, no cruzamento com o "Camino del Polvorín", actualmente Emilio Mitre. Esta pulpería tinha um cata-vento adornado com a silhueta de um cavalo, ficando o estabelecimento conhecido como "pulpería del caballito", que acabou por dar o nome ao bairro.
Actualmente o cata-vento original está exposto no Museo Histórico Nacional da Argentina, na cidade de Luján. O cata-vento que está na Primera Junta foi feito pelo escultor argentino Luis Perlotti durante a segunda metade do século XX.

## Transportes
O bairro é atravessado pelo Ferrocarril General Sarmiento (existindo a estação Caballito), pela linha A do Metro de Buenos Aires (estações Río de Janeiro, Acoyte e Primera Junta) e diversas carreiras de autocarros.

## Futebol
É o onde fica localizado o estádio do Club Ferro Carril Oeste.